# Deponie Nord-West
Die Deponie Nord-West ist eine 40 m hohe ehemalige Mülldeponie an der nördlichen Stadtgrenze Münchens im Stadtteil Freimann.

## Geografie
Der Deponieberg liegt am Autobahnkreuz München-Nord, nördlich der Allianz Arena. Am Autobahnkreuz liegen mit dem 562 m ü. NN hohen Fröttmaninger Berg und der Deponie Nord zwei weitere Deponien.

## Nachnutzung
Nach Einstellung des Deponiebetriebes entstand 2020, wie schon auf seinem Nachbarberg, die Windkraftanlage Freimann mit etwa 150 m Gesamthöhe. Weiterhin ist dort ein ca. fünf Hektar großer Photovoltaikpark geplant.

## 1987–2020 Entsorgungspark Freimann
1987 erreichte die Mülldeponie Großlappen (Fröttmaninger Berg) ihr Fassungsvermögen, sodass eine Nachfolgeeinrichtung erforderlich wurde. Ende 1986 entschied der Bayerische Verwaltungsgerichtshof, dass der Gemeinde Garching kein Klagerecht gegen die entsprechend vorgesehene Mülldeponie Nord-West zusteht. Für diese wurde ein Planfeststellungsverfahren durchgeführt, in dem ein Bergmodell 1987 abfallrechtlich genehmigt wurde. 1987 wurde die Deponie Nord-West als eine der modernsten Deponien Europas in Betrieb genommen.
Vor 1992 waren 500 Anlieferungen pro Tag waren keine Seltenheit. Bis zu 3000 t Haus- und Gewerbemüll, Baustellenabfälle, Straßenkehricht, Shredderrückstände und Sperrmüllreste wurden damals täglich in den Deponiekörper eingebaut, von 1987 bis 1990 etwa 600.000 t Abfälle pro Jahr. Ab 1992 war das Aufkommen kontinuierlich zurückgegangen. 2002 wurden noch etwa 6.000 t Abfälle eingebaut, was etwa einem Prozent der Spitzenjahre entspricht. Ursprünglich waren drei Bauabschnitte geplant, von welchen 2003 zwei erstellt waren und der dritte verworfen wurde.
Die Gesamtlaufzeit der Deponie Nord-West war 1987 mit sieben Jahren prognostiziert. 1994 wäre demnach das genehmigte Volumen von 6,2 Millionen Kubikmetern erreicht gewesen und der Berg hätte seine maximal erlaubte Höhe von 54 Metern erreicht. Dieses Szenario trat jedoch nicht ein, da die Maßnahmen des Abfallwirtschaftskonzeptes 88/89 ab 1990 zu einer starken Verringerung des Deponiebedarfs führten und Ende 1993 das Ablagern von Restmüll auf der Deponie eingestellt wurde. Dieser wird seither verbrannt. Im Jahr 2003 waren erst 3,4 Millionen Kubikmeter verfüllt und der höchste Punkt der Deponie lag bei 45 Metern über der Deponiebasis. Vor diesem Hintergrund wurde der Deponie Nord-West in jenem Jahr eine Laufzeit von mindestens 50 weiteren Jahren prognostiziert.
Der Abfall setzte sich 2003 hauptsächlich aus nicht verwertbaren Bauabfällen, Straßenkehricht, sandigen Industrierückständen, künstlichen Mineralfaserprodukten und asbesthaltigen Materialien zusammen.
Die Deponie wurde mit umwelttechnischen Nachsorgesystemen ausgestattet, deren Instandhaltung durch die Deponierückstellung bestritten werden:
- eine mehrfache Basisabdichtung zum Schutz des Grundwassers
- ein Entwässerungssystem zur Erfassung des Sickerwassers sowie eine Sickerwasser-Reinigungsanlage
- ein Rohrsystem zur aktiven Entgasung der Deponie

Die umwelttechnischen Sicherheitseinrichtungen liegen unter einer Kiesschicht. Das Deponiegas wird über die Gasdome, die aus der Deponie herausragen, abgesaugt und zur Gasverwertungsanlage auf dem Gelände geleitet. Die Gasverwertung wurde 2006 wegen Gasmangels eingestellt.
Zur Reinigung von rund 40.000 Kubikmeter Sickerwasser wurde in der nordwestlichen Ecke des Deponiegeländes eine moderne Anlage gebaut und 2000 in Betrieb genommen. Bei der Reinigungsanlage wurden drei Verfahrensmethoden kombiniert, die in den folgenden Reinigungsstufen umgesetzt werden:
- eine biologische Reinigungsstufe (Denitrifikation und Nitrifikation)
- eine Ultrafiltration feinster Schwebstoffe
- eine Schadstoffbindung durch Aktivkohlefilter

Bis 2003 war auf dem Gelände die Deponierung von Abfällen das wichtigste Geschäftsfeld, danach spielte die Ablagerung nur noch eine untergeordnete Rolle. Es wurden fortan auf dem 30 Hektar großen Areal eine Reihe anderer abfallwirtschaftlicher Nutzungen durchgeführt, weshalb das Gelände als Entsorgungspark bezeichnet wurde.